# Олев, Пётр Миронович
Пётр Миронович Олев (Розенфельд; 3 января 1955 года, Москва) — российский и немецкий актёр и режиссёр. Родной брат поэта Наума Олева.

## Биография
Олев учился актёрскому мастерству в Щукинском театральном училище при Театре имени Вахтангова и в Школе-студии МХАТ . Позже изучал режиссуру кино на Высших режиссёрских курсах Комитета по кинематографии СССР и режиссуру театра в Государственном институте театрального искусства. Написал докторскую диссертацию на тему «Целевая импровизация как метод практического анализа». Импровизация в фиксированной форме".
С 1977 по 1985 год был артистом Московского театра «Современник» и преподавателем Школы-студии МХАТ. 
В 1987 году, в возрасте 32 лет, стал директором и главным режиссёром 1-го Московского областного театра. 
Работал артистом кабаре, радиоведущим, сценаристом.

## Эмиграция
В 1988 году Олев был освобожден от должности директора из-за своих политических взглядов и эмигрировал в Австрию. 
Затем он работал директором, автором и лектором в Вене, Линце и (Западном) Берлине. 
В 1990 году он основал Школу Станиславского в Берлине — центр подготовки актёров. В том же году он начал работать на международном уровне как актёр кино и телевидения. 
В 1991 году он был назначен профессором Университета музыки и театра в Ганновере. 
Год спустя ему предложили кафедру в Университете музыки и театра в Гамбурге. [2] 
В 2003 году по его инициативе была основана Гамбургская театральная академия (TAH, декан II в Hochschule für Musik und Theater) . 
До 2005 года Олев был директором Гамбургской театральной академии и деканом II Высшей школы музыки и театра.
Стал заниматься дубляжом, работать актёром, режиссёром, телеведущим, писателем, переводчиком и театральным продюсером.
Отец актёра Федора Олева.

## Премии
В 1993 году художественный фильм «Каракумы», в котором Олев играет Петра, получил Берлинскую премию ЮНЕСКО и другие премии. Российский журнал «Мужская газета» назвал его «Человеком года 2001» в ток-шоу «Фактор успеха» на ТВ6.

## Фильмография

### Кино
- Каракумы
- Бойцы
- Баста — красное вино или быть мертвым
- Один и без оружия
- Дамы приглашают кавалеров

### ТВ
- 1994: Закон Вольфа- Мой отец строит бомбу
- 1995: Улицы Берлина — Бабушка
- 1996: Сильная команда — Kaviar Connection
- 1996: Привет, дядя Док! — Мир
- 1998: Место преступления — Бедный Пюппи
- 1998: Король Майорки
- 1998: Парк-отель Штерн — Сон в летнюю ночь
- 1998: Клоун — Тень Распутина
- 1999: Во имя закона — Расплата
- 2000: Адельхайд и её убийцы — кругом беззаботность.
- 2000: Пума — боец с сердцем
- 2000: Непобедимые
- 2002: Берлин, Берлин — позитив значит негатив и один миллион
- 2002: Место преступления — под прикрытием
- 2004: Последний свидетель — Любовь в песочнице
- 2006: МЕТРО — Команда жизни и смерти
- 2006: Любовь в Кенигсберге
- 2006: Патологоанатом — Во имя мертвых
- 2007: СОКО Вена — Ледниковый период
- 2008: Дуэт — Настоящие ребята
- 2009: Криминалист — Признание
- 2011: А вот и Калле — Телохранители
- 2014: Дело на двоих — Убийственное доверие
- 2015: Крюгер из Алмании
- 2017: Место преступления: Боровски и даркнет
- 2018: Пассажир 23 — Пропал в море
- 2019: Новая эра (сериал)
- 2019: 23-й Шварцах и убийственное «я»